# Гребля Ваді-Зікт
Гребля Ваді-Зікт – інженерна споруда на північному сході Об’єднаних Арабських Еміратів, у еміраті Фуджейра. Також відома як гребля Ал-Рахіб.
Греблю, яку ввели в дію у 1991 році, виконує функції живлення водоносних горизонтів (затримання на певний час води епізодичних дощів дозволяє забезпечити Її максимальне всотування у алювіальні породи русла) та захисту від повеней. 
В межах проекту русло Ваді-Зікт перекрили насипною земляною та кам’яно-накидною спорудою висотою 18 метрів та довжиною 234 метра. Крім того, за півсотні метрів праворуч у сідловині облаштована водопереливна ділянка довжиною 150 метрів з пропускною здатністю 1677 м3/с. 
Гребля може утримувати тимчасове водосховище об’ємом 5,2 млн м3. Максимальна площа поверхні сховища становить 1,6 (за іншими даними – 3) км2, а водозбірний басейн греблі має площу 68 км2.
Нижче по течії облаштовані три допоміжні міні-греблі, кожна з яких може затримувати біля 0,5 млн м3 води.